# François Daviet de Foncenex
Pour les articles homonymes, voir Daviet.
François Daviet de Foncenex (parfois mentionné comme Francesco Daviet de Foncenex ou surnommé Chevalier Daviet de Foncenex), né en 1734 à Thonon et mort en 1799 à Casale Monferrato est un mathématicien et militaire savoyard, principalement connu pour être le premier à avoir utilisé l'analyse dimensionnelle.

## Biographie

### Origines
La vie de Pierre-Marie-François Daviet de Foncenex est relativement peu documentée. Il est né à Thonon (Duché de Savoie, royaume de Sardaigne) le 5 novembre 1734,. Il est le fils de Noble François Daviet, premier syndic de Thonon, et de Claudine Prospère, fille de Jean-Charles de Foras.
Sa famille, de lignée bourgeoise et ayant obtenu des Patentes de noblesse au début du XVIIe siècle, acquiert la seigneurie de Foncenex, en 1729, d'où le patronyme Daviet de Foncenex.
Il étudie à l'Accademia Reale di Torino (it), l'école d'artillerie et des fortifications, où il a Joseph-Louis Lagrange comme professeur, avec qui il devient ami.
En 1773, il est l'héritier universel de son père.

### Le scientifique
En 1759, Foncenex participe à la création de l'Académie des sciences de Turin (dont il est nommé membre résident dans la section des Sciences physiques, mathématiques et naturelles) et publie, entre 1759 et 1761, plusieurs articles de mathématiques dans le journal de l'Académie, Mélanges de philosophie et de mathématique de la Société royale de Turin.
Il a rejeté des offres d'emplois scientifiques provenant de Catherine la Grande et de Frédéric II, préférant une carrière d'officier.
Il ne semble pas avoir publié d'autres travaux scientifiques jusqu'en 1789, année où il publie « Récit d'une foudre ascendante éclatée sur la tour du fanal de Villefranche ». Toutefois, en 1799, l'Académie des sciences de Turin édite un ensemble de ses travaux, sous le titre Principes fondamentaux de la méchanique.

### Le militaire
Dès 1754, Foncenex est reçu cadet d'artillerie. Puis, il est admis en 1763 dans la marine de guerre en tant que lieutenant de vaisseau. Ensuite le roi Charles-Emmanuel III crée une École de la marine à Villefranche destinée à former les officiers. Foncenex en est nommé directeur. Il monte dans la hiérarchie, puis est nommé gouverneur de la ville et du port de Sassari en 1788.
Son travail dans ce poste lui vaut d'obtenir la Croix de l'Ordre des Saints-Maurice-et-Lazare et le grade de Brigadier-Général d'Armée en 1791.
Le 1er septembre 1792, il est nommé gouverneur titulaire de Villefranche. Alors que les troupes révolutionnaires françaises approchent, il se rend, lui et ses troupes, sans combattre, le 30 septembre 1792. Pour cela, il est condamné à dix ans de prison au château d'Ivrée en juillet 1793.

### Mort
En mauvaise santé, il est finalement libéré par décret royal le Modèle:Dat. Il meurt peu de temps après, à Casal,.
Certains auteurs mentionnent dans la nuit du 25 au 26 septembre 1798, tandis que d'autres donnent le mois d'août 1799,.
François de Foncenex est célibataire et n'a pas d'enfants,.

## Travaux scientifiques

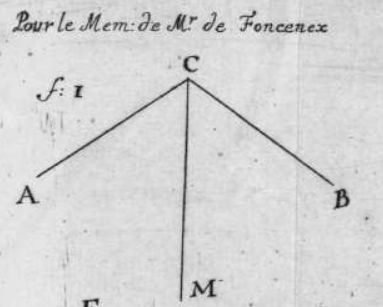
Détail des tables de l'article « Sur les Principes fondamentaux de la Méchanique » de François Daviet de Foncenex

Bien qu'il n'ait publié que 4 articles de mathématiques entre 1759 et 1761, Foncenex a apporté quelques avancées majeures.
En algèbre, il complète la démonstration du théorème fondamental de l'algèbre donnée par d'Alembert en 1746, travaille sur les logarithmes et prend part à la controverse entre Euler et d'Alembert à ce sujet.
Dans ses « réflexions sur les quantités imaginaires », il affirme (à tort) que les nombres imaginaires ne peuvent pas se représenter sur un axe perpendiculaire à l'axe des réels.
« Sur les Principes fondamentaux de la Méchanique » est son article majeur : en quatre sections (“De la Force ou Loi d'inertie”, “De la composition des forces”,
“Du principe de l'équilibre” et “Du levier”) il essaie d'établir les lois fondamentales de la mécanique à partir de principes géométriques. Cet article introduit la règle du parallélogramme dans le cas de forces mais est plus généralement possible pour toute addition de vecteurs. Et alors qu'il parle de l'addition des forces, il introduit un argument d'analyse dimensionnelle, et utilise ainsi pour la première fois cette méthode.
Foncenex montre en fournissant plusieurs exemples, comment, aidée de la géométrie, elle permet de retrouver les lois de la mécanique. Il résume ainsi cette méthode dans sa deuxième section :

« Or la force CM étant de même nature, que la CA, il faut qu'elles contienent un même nombre de dimensions (sic.). »

Pour l'anecdote, dans cet article majeur, Foncenex utilise la notation {\displaystyle \xi 'x} pour {\displaystyle {\text{d}}\xi /{\text{d}}x}, {\displaystyle \xi ''x} pour {\displaystyle {\text{d}}^{2}\xi /{\text{d}}x^{2}}, etc., notation généralement attribuée à Lagrange en 1770, mais parle alors d'un « usage ordinaire ».

## Articles
- « Mémoire sur les logarithmes des quantités négatives » (vers 1759)
- « Réflexions sur les quantités imaginaires » (vers 1759)
- François Daviet de Foncenex, « Éclaircissements pour le Mémoire sur les quantités imaginaires inséré dans le premier Volume », Mélanges de philosophie et de mathématique de la Société royale de Turin, Turin, t. II,‎ 1760-1761, p. 337 (lire en ligne).
- François Daviet de Foncenex, « Sur les Principes fondamentaux de la Méchanique », Mélanges de philosophie et de mathématique de la Société royale de Turin, Turin, t. II,‎ 1760-1761, p. 299 (lire en ligne).
- « Récit d'une foudre ascendante éclatée sur la tour du fanal de Villefranche » (1789)